# 개선주의
개선주의(凱旋主義, Triumphalism) 또는 승리주의(勝利主義)는 어떤 특정한 주의, 종교, 문화, 사회적 체계가 다른 것들에 비해 우월하며 그것이 다른 것들을 누르고 승리할 것이라는 태도, 신념을 말한다. 하지만 개선주의는 명확히 정의된 주의는 아니며 일군의 정치해설가와 역사가들이 특정한 태도나 신념체계의 특징을 나타내기 위해 쓰는 용어이다.

## 같이 보기
- 징고이즘
- 쇼비니즘